# Discographie d'Aqua
La discographie d'Aqua, un groupe danois d'eurodance, se résume à trois albums studio, trois compilations, trois albums de remix et vingt-deux singles. Le groupe a vendu plus de 35 millions d'albums et singles à travers le monde, ce qui est un record pour un groupe danois.

## Albums

### Albums studio
| Titre                                                                    | Détails de l'album                                                           | Meilleure position | Meilleure position | Meilleure position | Meilleure position | Meilleure position | Meilleure position | Meilleure position | Meilleure position | Meilleure position | Meilleure position | Certifications |
| Titre                                                                    | Détails de l'album                                                           | ALL                | AUS                | AUT                | CAN                | DAN                | FRA                | NOR                | N-Z                | SUÈ                | SUI                | Certifications |
| ------------------------------------------------------------------------ | ---------------------------------------------------------------------------- | ------------------ | ------------------ | ------------------ | ------------------ | ------------------ | ------------------ | ------------------ | ------------------ | ------------------ | ------------------ | --- |
| Aquarium                                                                 | - Sortie : 9 septembre 1997 - Label : Universal - Formats : CD, LP, cassette | 6                  | 1                  | 4                  | 1                  | 1                  | 11                 | 1                  | 1                  | 1                  | 3                  | - ALL : Or - AUS : 6 × Platine - CAN : Diamant - É-U : 3 × Platine - NOR : 4 × Platine - N-Z : Platine[réf. nécessaire] - SUÈ : 5 × Platine - SUI : Or |
| Aquarius                                                                 | - Sortie : 21 mars 2000 - Label : Universal - Formats : CD, cassette         | 16                 | 15                 | 11                 | 3                  | 1                  | 37                 | 1                  | 8                  | 2                  | 8                  | - AUS : Or - CAN : 2 × Platine - DAN : 4 × Platine - NOR : 2 × Platine - SUÈ : Platine - SUI : Or[réf. nécessaire]                                     |
| Megalomania                                                              | - Sortie : 3 octobre 2011 - Label : Universal - Format : CD                  | —                  | —                  | —                  | —                  | 2                  | —                  | —                  | —                  | —                  | —                  | - DAN : Or |
| « — » indique que l'album studio n'est pas sorti ou classé dans le pays. |                                                                              |                    |                    |                    |                    |                    |                    |                    |                    |                    |                    | |

### Compilations
| Titre                                                                      | Détails de l'album                                                      | Meilleure position | Meilleure position | Meilleure position | Meilleure position | Certifications                 |
| Titre                                                                      | Détails de l'album                                                      | DAN                | NOR                | R-U                | SUÈ                | Certifications                 |
| -------------------------------------------------------------------------- | ----------------------------------------------------------------------- | ------------------ | ------------------ | ------------------ | ------------------ | ------------------------------ |
| Cartoon Heroes: The Best of Aqua                                           | - Sortie : 22 mai 2002 - Label : Universal - Format : CD                | —                  | —                  | —                  | —                  |                                |
| Aqua Vs Vengaboys                                                          | - Sortie : 2004 - Label : BMG Entertainment - Format : CD               | —                  | —                  | —                  | —                  |                                |
| Greatest Hits                                                              | - Sortie : 15 juin 2009 - Label: Universal - Format: CD, téléchargement | 1                  | 7                  | 135                | 24                 | - DAN : 2 × Platine - NOR : Or |
| « — » indique que la compilation n'est pas sortie ou classée dans le pays. |                                                                         |                    |                    |                    |                    |                                |

### Albums de remix
| Titre                                                                   | Détails de l'album                                                      | Meilleure position | Meilleure position | Meilleure position | Certifications |
| Titre                                                                   | Détails de l'album                                                      | NOR                | N-Z                | SUÈ                | Certifications |
| ----------------------------------------------------------------------- | ----------------------------------------------------------------------- | ------------------ | ------------------ | ------------------ | -------------- |
| Aqua Mania Remix                                                        | - Sortie : 8 février 1998 - Label : Universal - Format : CD             | 4                  | —                  | 31                 | - NOR : Or     |
| Bubble Mix                                                              | - Sortie : 27 octobre 1998 - Label : Universal - Formats : CD, cassette | —                  | 36                 | —                  |                |
| Remix Super Best                                                        | - Sortie : 30 décembre 2002 - Label : Universal - Format : CD           | —                  | —                  | —                  |                |
| « — » indique que l'album remix n'est pas sorti ou classé dans le pays. |                                                                         |                    |                    |                    |                |

### Albums solo
| Artiste                                                           | Titre                                 | Détails de l'album                                           | Meilleure position |
| Artiste                                                           | Titre                                 | Détails de l'album                                           | DAN                |
| ----------------------------------------------------------------- | ------------------------------------- | ------------------------------------------------------------ | ------------------ |
| Søren Rasted et Claus Norréen                                     | Fraekke frida oq de frygtløse spioner | - Sortie : 1994                                              | —                  |
| René Dif                                                          | Groove Your Soul                      | - Sortie : 1995 - Label : Happy One Records - Format : CD    | —                  |
| Lene Grawford Nystrom                                             | Play with Me                          | - Sortie : 21 septembre 2003 - Label : Polydor - Format : CD | —                  |
| Søren Rasted                                                      | LazyBTV                               | - Sortie : 2004                                              | —                  |
| Hej Matematik                                                     | Vi burde ses noget mere               | - Sortie : 4 février 2008 - Label : Copenhagen Records       | 4                  |
| Hej Matematik                                                     | Alt går op i 6                        | - Sortie : 25 janvier 2010 - Label : Copenhagen Records      | 5                  |
| « — » indique que l'album n'est pas sorti ou classé dans le pays. |                                       |                                                              |                    |

## Chansons

### Singles
| Titre                                                               | Année | Meilleure position | Meilleure position | Meilleure position | Meilleure position | Meilleure position | Meilleure position | Meilleure position | Meilleure position | Meilleure position | Meilleure position | Certifications                                                                                                  | Album            |
| Titre                                                               | Année | ALL                | AUS                | DAN                | FRA                | IRL                | NOR                | N-Z                | R-U                | SUÈ                | SUI                | Certifications                                                                                                  | Album            |
| ------------------------------------------------------------------- | ----- | ------------------ | ------------------ | ------------------ | ------------------ | ------------------ | ------------------ | ------------------ | ------------------ | ------------------ | ------------------ | --- | ---------------- |
| Itsy Bitsy Spider (alias Joyspeed)                                  | 1995  | —                  | —                  | —                  | —                  | —                  | —                  | —                  | —                  | 54                 | —                  | | NC               |
| Roses Are Red                                                       | 1996  | —                  | —                  | 1                  | —                  | —                  | 2                  | —                  | —                  | 5                  | —                  | - DAN : Platine - NOR : Or - SUÈ : Or                                                                           | Aquarium         |
| My Oh My                                                            | 1997  | 12                 | 56                 | 1                  | 4                  | 30                 | 20                 | 12                 | 6                  | 4                  | 12                 | - DAN : Platine                                                                                                 | Aquarium         |
| Barbie Girl                                                         | 1997  | 1                  | 1                  | 1                  | 1                  | 1                  | 1                  | 1                  | 1                  | 1                  | 1                  | - ALL : Platine - AUS : 3 × Platine - NOR : 2 × Platine - R-U : 2 × Platine - SUÈ : 3 × Platine - SUI : Platine | Aquarium         |
| Lollipop (Candyman)                                                 | 1997  | —                  | 3                  | —                  | 29                 | —                  | —                  | 22                 | —                  | 10                 | —                  | - AUS : Platine                                                                                                 | Aquarium         |
| Doctor Jones                                                        | 1997  | 7                  | 1                  | 1                  | —                  | 1                  | 1                  | 2                  | 1                  | 2                  | 11                 | - ALL : Or - AUS : 3 × Platine - R-U : Or - SUÈ : Platine                                                       | Aquarium         |
| Turn Back Time                                                      | 1998  | 42                 | 10                 | 16                 | —                  | 4                  | —                  | 18                 | 1                  | 4                  | 26                 | - AUS : Or - SUÈ : Or                                                                                           | Aquarium         |
| Didn't I                                                            | 1998  | -                  | —                  | -                  | —                  | —                  | —                  | —                  | -                  | —                  | —                  | | Aquarium         |
| Good Morning Sunshine                                               | 1998  | 94                 | —                  | 25                 | —                  | —                  | —                  | —                  | 18                 | —                  | —                  | | Aquarium         |
| Cartoon Heroes                                                      | 2000  | 13                 | 16                 | 1                  | 40                 | 10                 | 1                  | 5                  | 7                  | 2                  | 11                 | - AUS : Or - DAN : 4 × Platine - N-Z : Or - NOR : Or - SUÈ : Platine                                            | Aquarius         |
| Around the World                                                    | 2000  | 56                 | 35                 | 1                  | —                  | 47                 | 16                 | —                  | 26                 | 4                  | 42                 | - SUÈ : Or | Aquarius         |
| Bumble Bees                                                         | 2000  | 96                 | 65                 | 6                  | —                  | —                  | —                  | —                  | —                  | 34                 | —                  | | Aquarius         |
| We Belong to the Sea                                                | 2001  | —                  | —                  | 19                 | —                  | —                  | —                  | —                  | —                  | —                  | —                  | | Aquarius         |
| Back to the 80's                                                    | 2009  | —                  | —                  | 1                  | 20                 | —                  | 3                  | —                  | —                  | 25                 | —                  | - DAN : Platine - NOR : Platine                                                                                 | Greatest Hits    |
| My Mamma Said                                                       | 2009  | —                  | —                  | 4                  | —                  | —                  | —                  | —                  | —                  | —                  | —                  | - DAN : Or | Greatest Hits    |
| Spin Me a Christmas                                                 | 2009  | —                  | —                  | 43                 | —                  | —                  | —                  | —                  | —                  | —                  | —                  | | Greatest Hits    |
| How R U Doin?                                                       | 2011  | —                  | —                  | 4                  | —                  | —                  | —                  | —                  | —                  | —                  | —                  | - DAN : Or | Megalomania      |
| Playmate to Jesus                                                   | 2011  | —                  | —                  | 13                 | —                  | —                  | —                  | —                  | —                  | —                  | —                  | - DAN : Or | Megalomania      |
| Like a Robot                                                        | 2011  | —                  | —                  | —                  | —                  | —                  | —                  | —                  | —                  | —                  | —                  | | Megalomania      |
| Freaky Friday                                                       | 2017  | —                  | —                  | —                  | —                  | —                  | —                  | —                  | —                  | —                  | —                  | | Aquarius         |
| Rookie                                                              | 2018  | —                  | —                  | —                  | —                  | —                  | —                  | —                  | —                  | —                  | —                  | | NC               |
| I Am What I Am                                                      | 2021  | —                  | —                  | —                  | —                  | —                  | —                  | —                  | —                  | —                  | —                  | | NC               |
| Barbie World (Nicki Minaj, Ice Spice & Aqua                         | 2023  | 10                 | 3                  | 9                  | -                  | -                  | 8                  | 3                  | 4                  | 9                  | 8                  | | Barbie : l'album |
| « — » indique que le single n'est pas sorti ou classé dans le pays. |       |                    |                    |                    |                    |                    |                    |                    |                    |                    |                    | |                  |

### Inédits
1. Shakin' Stevens (Is A Superstar) : titre joué depuis 2001 et disponible sur le DVD en bonus de l'édition spécial du Greatest Hits.
2. Here Comes The Birds : titre joué en concert en 2001.
3. Hi-Fi : titre joué en concert en 2001.
4. Wow Wow Wow : titre joué en concert en 2001.
5. Couch Potato : titre joué en concert en 2001.
6. Everybody Loves Somebody : un court extrait de ce titre est présent sur le myspace du groupe.

## Videographie

### Clips vidéo
| Titre                                | Année | Réalisateur                                |
| ------------------------------------ | ----- | ------------------------------------------ |
| Roses Are Red                        | 1996  | Christian Bjarke Dyekjær, Peter Hiort      |
| Barbie Girl                          | 1997  | Peder Pedersen, Peter Stenbæk              |
| Doctor Jones                         | 1997  | Peter Stenbæk                              |
| Lollipop (Candyman)                  | 1997  | Peder Pedersen, Peter Stenbæk              |
| My Oh My                             | 1998  | Peder Pedersen, Peter Stenbæk              |
| Turn Back Time                       | 1998  | Peter Stenbæk                              |
| Good Morning Sunshine                | 1998  | NC                                         |
| Selv En Dråbe                        | 1999  | NC                                         |
| Cartoon Heroes                       | 2000  | Thomas Masin                               |
| Around the World                     | 2000  | Ronnie West, Peter Stenbæk                 |
| Around The World (version japonaise) | 2000  | Thomas Masin                               |
| Bumble Bees                          | 2000  | Ronnie West, Peder Pedersen, Peter Stenbæk |
| We Belong to the Sea                 | 2001  | Toby Hooper                                |
| Aquarius                             | 2001  | NC                                         |
| Centerpubben                         | 2007  | Michael Christensen                        |
| Goodbye to the Circus                | 2008  | NC                                         |
| Back to the 80's                     | 2009  | Peter Stenbæk                              |
| My Mamma Said                        | 2009  | Rasmus Laumann                             |
| Spin Me a Christmas                  | 2009  | Peter Stenbæk                              |
| How R U Doin?                        | 2011  | Rasmus Laumann                             |
| Playmate to Jesus                    | 2011  | Michael Christensen                        |

### Documentaires
| Titre                                 | Année | Genre        | Réalisateur    | Durée  |
| ------------------------------------- | ----- | ------------ | -------------- | ------ |
| Around the World                      | 1997  | Documentaire | Peder Pedersen | 80:00  |
| The Aqua Diary - Den Amerikanske Drøm | 1998  | Film         | Peder Pedersen | 126:00 |
| Turn Back Time - The Documentary      | 2006  | Documentaire | Peter Stenbæk  |        |

### Albums vidéos
| Titre                                        | Année | Genre                     | Réalisateur    | Durée |
| -------------------------------------------- | ----- | ------------------------- | -------------- | ----- |
| Life In Plastic                              | 1996  | Promotion d'Aquarium      |                |       |
| Aqua: The Videos                             | 1998  | Greatest Hits Compilation | Peder Pedersen | 14:00 |
| All You Need to Know About Aqua In 5 Minutes | 2000  | Promotion d'Aquarius      |                | 5:00  |
| Aqua: The Video Collection                   | 2000  | Greatest Hits compilation | Peder Pedersen | 76:00 |
| The Hits VCD Karaoke                         | 2004  | Karaoke                   |                |       |

## Divers
- 1997 : Barbie Girl de Velva Blue, album remix de Barbie Girl.
- 1999 : Selv En Dråbe par divers artistes, single caritatif dont les bénéfices allaient aux enfants du Kosovo.
- 1999 : Barbie Girl, reprise du groupe Axel Boys Quartet.
- 2000 : Pavarotti & Friends de Pavarotti accompagnés de divers artistes, album caritatif dont les bénéfices allaient au Tibet et au Cambodge.
- 2005 : Hvor Små VI Er, par divers artistes, single caritatif dont les bénéfices allaient aux victimes du Tsunami 2004.
- 2006 : Barbie Girl 2007 de Rob Mayth, album de remixes de Barbie Girl.
- 2007 : Barbie Girl, reprise de Samanda, The Twins
- 2008 : Hush the Red Roses de YOI VS Aqua, maxi single de remixes de Roses Are Red.
- 2008 : Barbie Girl, reprise dans The Voice par le jury.
- 2017 : Roses Are Red (Svenstrup & Vendelboe Remixes)